# Chlorops kinangopicus
Chlorops kinangopicus är en tvåvingeart som beskrevs av Curtis W. Sabrosky 1951. Chlorops kinangopicus ingår i släktet Chlorops och familjen fritflugor. Inga underarter finns listade i Catalogue of Life.